# Dominique Delpierre
Pour les articles homonymes, voir Delpierre.
Dominique Delpierre, née le 18 avril 1940 à Lille et morte le 28 juin 2023 à Paris est une actrice, scénariste et écrivain française.

## Biographie
Elle étudie quatre ans à Cambridge puis un an à Madrid pour devenir interprète puis revient à Paris, où elle devient élève de l'École nationale supérieure des arts et techniques du théâtre de la rue Blanche. Elle joue le rôle principal dans Morgane et ses nymphes. Elle tourne avec Philippe de Broca, Pierre Granier-Deferre, Joseph Strick grâce à qui elle fait la connaissance d'Henry Miller avec lequel elle entretiendra une longue correspondance. Elle entame une carrière d'écrivain et de romancière en 1975 et publie Le goût de l'écorce, publié chez Julliard et préfacé par l'écrivain. En 1992 elle fait paraître Les fleurs parfois sont carnivores, Flammarion, et travaille aussi comme scénariste. En 2021 elle publie H. Miller, un génie à Paris chez Sydney Laurent 
Un enfant est né de son mariage avec l'acteur Jean-Claude Bouillon.

## Filmographie
- 1965 : Quand passent les faisans
- 1965 : Les Deux Orphelines : Une fille en prison
- 1967 : Les Cinq Dernières Minutes : Finir en beauté de Claude Loursais série (TV)
- 1969 : Les Enquêtes du commissaire Maigret, épisode La Maison du juge : Leslie (TV)
- 1969 : Le Clan des Siciliens : L'hôtesse de l'air
- 1969 : Désirella : Nicole, la maîtresse de Désirella
- 1969 : Morgane et ses nymphes : Morgane
- 1970 : L'Amour de Richard Balducci : Patricia
- 1971 : L'Explosion : Sophie
- 1972 : Hellé
- 1974 : Juliette et Juliette
- 1976 : Les Brigades du Tigre, épisode Le crime du sultan de Victor Vicas
- 1978 : Haro ! de Gilles Béhat
- 1980 : Messieurs les jurés, L'Affaire Vico de Jean-Marie Coldefy
- 1981 : Le bahut va craquer

## Publications
- Le Goût de l'écorce (1975)
- Les fleurs parfois sont carnivores (1992)
- Coluche : Cet ami-là... (2001)
- Si on faisait l'enfer ! (2003)
- Les morsures du temps (2007)
- H. Miller, un génie à Paris (2021)